# Rosa Fogo
Rosa Fogo é uma telenovela portuguesa produzida pela SP Televisão e emitida pela SIC de 19 de setembro de 2011 a 30 de junho de 2012, substituindo Laços de Sangue e sendo substituída por Dancin' Days. Foi escrita por Patrícia Müller.
Contou com Cláudia Vieira, José Fidalgo, Ângelo Rodrigues e Rogério Samora nos papéis principais.
Foi nomeada para ao Emmy Internacional na categoria de melhor telenovela, em conjunto com a telenovela portuguesa Remédio Santo, da TVI. No entanto, este prémio foi arrecadado por O Astro, uma minitelenovela produzida pela TV Globo.

## Sinopse
Da dança ao paladar, da Argentina à Zona Oeste e do amor ao ódio, “Rosa Fogo” conta uma história contemporânea, moderna e muitíssimo emocional. Situando-se entre o urbano e o campestre, relata o percurso de pessoas reais, com dramas e existências por todos identificados. O glamour, o humor, a esperança e o amor são os quatro grandes pilares desta novela, passada no país de hoje, para que as pessoas possam sonhar com um melhor amanhã.
Gilda Azevedo Mayer, a avó. Maria Mayer, a neta mais velha, bailarina de flamenco. Matilde Mayer, a neta mais nova. Proprietárias de um império farmacêutico – da qual faz parte a Forella, uma empresa de produtos para cabelo -, compõem uma família reduzida a três pelo destino. Unidas e fortes, vão ver as suas vidas abaladas pela entrada de José da Maia, um sedutor que se quer apropriar da fortuna Mayer e que elaborou um plano para o conseguir: faz-se passar pelo filho que Gilda teve há 50 anos. Gilda viverá iludida com a presença de um falso filho. E não imagina que José é o responsável pela morte de Horácio, o verdadeiro filho, levado para a Argentina em pequeno e onde viveu sempre.
O plano de José incluiu contratar Diogo, um ex-delinquente, para seduzir Maria e mantê-la controlada por ele. Maria não sabe quem é Diogo, nem sequer sabe que ele a engana, mas não consegue evitar a presença de Estêvão – um jovem e promissor gestor, na sua vida. Ele apaixona-se por ela. E ela vai fazer de tudo para não reconhecer que ele também não lhe é indiferente...
O que José não estava à espera era da oposição feroz que a pequena Matilde lhe vai fazer. Sempre acompanhada pelos seus labradores, os cães que a família Mayer cria na quinta da zona Oeste, Matilde é uma criança sensitiva que pressente o mal que José se prepara para fazer. E está disposta a tudo para impedi-lo.
Além destas histórias, “Rosa Fogo” conta também com elementos de humor (através da confeitaria “Imperatriz” e do barbeiro “Barbeiro de Sevilha”), com riqueza visual de cenários como a Argentina e a Zona Oeste, com a forte presença da dança – flamenco, tango, ballet clássico – e ainda com casos inspirados em situações reais, todos destinados a fazer os portugueses pensar, sonhar e acreditar no futuro.

## Elenco
| Ator                 | Personagem             |
| -------------------- | ---------------------- |
| Cláudia Vieira       | Maria Azevedo Mayer    |
| Ângelo Rodrigues     | Estevão Amorim         |
| José Fidalgo         | Diogo Martins          |
| Rogério Samora       | José da Maia           |
| Sandra Barata Belo   | Catarina Torres        |
| Irene Cruz           | Gilda Azevedo Mayer    |
| Lídia Franco         | Teresa Amorim          |
| Helena Laureano      | Eduarda Rodrigues      |
| Joaquim Nicolau      | Agostinho Nunes        |
| Ângela Pinto         | Carlota Nunes          |
| Ana Nave             | Lara Gomes             |
| Manuel Cavaco        | Júlio Fragoso          |
| Rosa do Canto        | Regina Fragoso         |
| Tomás Alves          | Javier Gomes           |
| Andreia Dinis        | Anita Fragoso          |
| Anabela Teixeira     | Sofia Fragoso          |
| Sérgio Praia         | Manuel Dantas Figueira |
| Maria Emília Correia | Alzira Santos          |
| Joaquim Horta        | Alberto Santos         |
| André Nunes          | Samuel Santos          |
| Oceana Basílio       | Sílvia Fragoso         |
| Dânia Neto           | Glória Rufino          |
| Dinarte Branco       | João Nuno Melo         |
| Ana Padrão           | Amélie Sampaio         |
| António Fonseca      | Ambrósio Conde         |
| Inês Castel-Branco   | Carmen Conde           |
| Susana Mendes        | Aida Conde             |
| Rui Porto Nunes      | Vítor Barbalho         |
| Duarte Guimarães     | Francisco Fragoso      |
| Pedro Cunha          | Sergey                 |
| Marco Horácio        | Bilro                  |
| Mafalda Lencastre    | Irina                  |

### Elenco Infantil
| Ator                    | Personagem            |
| ----------------------- | --------------------- |
| Matilde Miguel          | Matilde Azevedo Mayer |
| Francisco Malato Branco | Santiago Gomes        |
| Joana Martins           | Vera Mónica           |

### Participações especiais
| Ator               | Personagem          |
| ------------------ | ------------------- |
| Joaquim de Almeida | Horácio Gomes       |
| Soraia Chaves      | Joana Azevedo Mayer |
| João Ricardo       | Armando Coutinho    |
| António Capelo     | Jorge Mendes        |

### Elenco Adicional
| Ator             | Personagem        |
| ---------------- | ----------------- |
| Adérito Lopes    | Representante AAP |
| Álvaro Faria     | Amândio           |
| Amélia Videira   | Rute Paiva        |
| Beatriz Leonardo | Madalena          |
| Leonor Alcácer   | Gabriela          |
| Jorge Silva      | Mendes            |
| Ana Brandão      | Paula             |

### No Passado
| Ator             | Personagem                     |
| ---------------- | ------------------------------ |
| Madalena Brandão | Gilda Azevedo Mayer (em jovem) |
| Martim Pedroso   | Jorge Gomes                    |
| Adriana Moniz    | Alzira Santos (em jovem)       |
| Afonso Lagarto   | Júlio Fragoso (em jovem)       |

## Banda sonora
| N.º | Título                              | Música                                  | Personagem | Duração |  |
| 1.  | "A Máquina (Acordou)"               | Amor Electro                            | Genérico   |         |  |
| 2.  | "Okay,Alright"                      | Áurea                                   |            |         |  |
| 3.  | "(Quando eu nascer) Vou ser alguém" | Maria Clementina                        | Matilde    |         |  |
| 4.  | "A Idade do céu"                    | Susana Félix                            |            |         |  |
| 5.  | "Acreditar"                         | Movimento                               |            |         |  |
| 6.  | "Sangue Frio"                       | Clã                                     | José       |         |  |
| 7.  | "A pele que há em Mim"              | Márcia                                  |            |         |  |
| 8.  | "São gestos"                        | Paulo Gonzo                             |            |         |  |
| 9.  | "Explicação"                        | Klepht                                  |            |         |  |
| 10. | "Há dias assim"                     | Filipa Azevedo                          |            |         |  |
| 11. | "O cais das Açucenas"               | Athlantida                              |            |         |  |
| 12. | "Hotel Bolero"                      | The Stolen Project                      |            |         |  |
| 13. | "Menina Dança"                      | Dead Combo                              |            |         |  |
| 14. | "No teu Poema"                      | Carlos do Carmo                         | Gilda      |         |  |
| 15. | "Libertango"                        | Astor Piazolla                          |            |         |  |
| 16. | "Rosa Fogo"                         | David Rossi, Marco Miranda, Rolo Medina |            |         |  |
| 17. | "Solo Más Uma Vez"                  | David Rossi, Marco Miranda, Rolo Medina |            |         |  |
| 18. | "Tango a quatro"                    | M-Pex e David Rossi                     |            |         |  |
| 19. | "Cármen"                            | David Rossi                             | Cármen     |         |  |

## Audiências
No 1.º episódio teve em média 10,6% de rating e 25,8% de share, tornando-se o quinto programa mais visto do dia. No dia 9 de fevereiro de 2012, "Rosa Fogo" conseguiu um recorde de audiência ao registar 9,0% de rating e de 29,9% share, melhor audiência desde a estreia. O último episódio, exibido num sábado, dia 30 de junho, registou 16,2% de rating e 40,2% de share, liderando o horário e igualando o final de Laços de Sangue. "Rosa Fogo" no total, foram transmitidos 225 episódios que registaram 9,2% de audiência média e 25,5% de share.
| Média | Média     | Episódios exibidos | Rating | Share |
| ----- | --------- | ------------------ | ------ | ----- |
| 2011  | Setembro  | 10                 | 9,3%   | 23,6% |
| 2011  | Outubro   | 25                 | 7,6%   | 22,8% |
| 2011  | Novembro  | 25                 | 7,8%   | 22,3% |
| 2011  | Dezembro  | 22                 | 8,1%   | 23,9% |
| 2012  | Janeiro   | 22                 | 8,0%   | 24,7% |
| 2012  | Fevereiro | 21                 | 8,0%   | 26,0% |
| 2012  | Março     | 24                 | 10,0%  | 27,2% |
| 2012  | Abril     | 24                 | 10,7%  | 27,7% |
| 2012  | Maio      | 26                 | 10,6%  | 27,1% |
| 2012  | Junho     | 26                 | 11,6%  | 28,6% |
| Total | Total     | 225                | 9,2%   | 25,4% |

## Curiosidades
- Ângelo Rodrigues foi o protagonista mais novo de sempre em prime-time, ao protagonizar a telenovela Rosa Fogo aos 23 anos.
- «Rosa Fogo» é uma telenovela portuguesa produzida pela SP Televisão e emitida pela SIC. Trata-se da sucessora de «Laços de Sangue», telenovela co-produzida com a TV Globo.
- No elenco desta produção destacam-se nomes como Lídia Franco, Rogério Samora, Manuel Cavaco, Joaquim Horta, Helena Laureano, Ana Padrão e Joaquim Nicolau, vindos da TVI.
- Vários atores desta telenovela já fizeram novelas no Brasil. Helena Laureano fez «A Idade da Loba», Lídia Franco fez «Xica da Silva», Anabela Teixeira fez «O Campeão» e «Xica da Silva» e Joaquim de Almeida fez o filme «O Xangô de Baker Street» e «Velocidade Furiosa 5: Assalto no Rio».
- Joaquim Nicolau abandonou a direcção de atores de «Anjo Meu» para integrar o elenco da telenovela.
- O elenco conta com onze actores exclusivos.
- «Rosa Fogo» contou com a participação especial de Joaquim de Almeida, algo fora do normal nas telenovelas em Portugal.
- Dânia Neto e Ângelo Rodrigues passam directamente de «Laços de Sangue» para este elenco.
- O seu último episódio foi um sucesso de audiências, sendo o programa mais visto do dia. Com 16,2% de rating e 40,2% de share, foi o final de uma telenovela na SIC com maior audiência em share até 2015.
- Juntamente com «Remédio Santo», «Rosa Fogo» foi nomeada para um International Emmy Award no dia 8 de outubro de 2012. No entanto, o prémio foi arrecadado por «O Astro», novela da TV Globo!.
- Está a ser reexibida pelo canal FAST da OPTO, SIC Novelas desde 1 de Janeiro de 2024, substituindo  «Laços de Sangue». [7]